# Vinaya
De Vinaya (Pali) is het totaal aan regels, voorschriften en reguleringen die de Boeddha neerlegde om de Sangha en het leven van de bhikkhus en bhikkhunis in goede banen te leiden.
De Vinaya bestaan uit enkele duizenden regels en reguleringen. De twee patimokkhas (de bhikkhu-patimokkha en bhikkuni-patimokkha) vormen de kern van de Vinaya en geven een gedetailleerde beschrijving van de 227 voorschriften voor bhikkhus en de 311 voorschriften voor bhikkhunis (in de Theravada Traditie). De overige regels (de regels van de Khandhakas) zijn divers van aard, met soms een gedetailleerde en uitgebreide beschrijving en soms slechts een definitie van de regel zelf. Voorschriften met betrekking tot de organisatie en de afhandeling van zaken binnen de Sangha staan voornamelijk buiten de patimokkha, in de Khandhakas.
De Vinaya kan soms erg gedetailleerd en gecompliceerd zijn. Juristen zijn soms gefascineerd door de Vinaya omdat het een van de oudste en (voor zijn tijd) meest gedetailleerde wetsystemen op aarde is. De Vinaya houdt soms rekening met de wetten van het land waarin een monnik zich bevindt, maar in de meeste gevallen heeft het zijn eigen maatstaven. Omdat de Boeddha leefde in de zesde eeuw voor Christus in India, zijn de normen en waarden van het India van 2600 jaar geleden ook terug te vinden in de Vinaya. De Vinaya is beschreven in de Vinayapitaka, een van de drie delen van het Pali Canon.

## Bepaling van overtredingen
Om vast te stellen of een monnik daadwerkelijk een overtreding heeft begaan in een specifiek geval, onderzoekt de Vinaya het gedrag van monniken meestal aan de hand van vijf verschillende onderdelen of factoren.
1. object (bijvoorbeeld: een bepaalde stoel)
2. perceptie (bijvoorbeeld: dit is een stoel en is het bezit van iemand anders)
3. intentie (bijvoorbeeld: ik wil die stoel stelen)
4. actie (bijvoorbeeld: de fysieke actie van het oppakken en verplaatsen van de stoel)
5. resultaat (bijvoorbeeld: de stoel is verplaatst)

Indien voor een bepaalde regel aan al deze vijf factoren voldaan is, is de overtreding een feit. Indien aan slechts vier factoren voldaan is, heeft er voor de betreffende regel geen overtreding plaatsgevonden. Deze vijf factoren spelen vaak alleen in de belangrijkere regels een rol. Veel regels hebben ook een lager of hoger aantal factoren.

## Redenen voor het bestaan van de Vinaya
De regels en voorschriften in de Vinaya zijn niet door de Boeddha geformuleerd met als doel een perfect systeem van regulaties te formuleren, maar om individuele misstanden te corrigeren. Wanneer zich iets in de Sangha voordeed waarvan de Boeddha dacht dat het slecht of niet passend was, formuleerde hij een regel met als doel duidelijk te maken dat het betreffende gedrag geen goed gedrag voor een monnik was, en ervoor te zorgen dat het in de toekomst niet meer voorkwam. Vaak is de reden waarom de Boeddha een bepaalde regel neerlegde ook opgenomen in de Vinaya, in de vorm van een verhaal waarin uitgelegd wordt wat er precies plaatsvond. Soms paste de Boeddha regels later nog aan.
De Vinaya werd door de Boeddha neergelegd voor de bespoediging van het behalen van het nirvana, om de Sangha en de goede monniken te beschermen tegen slechte monniken, en om de lekenvolgelingen in hun geloof te ondersteunen.
In de eerste jaren van het bestaan van de Sangha was er nog geen Vinaya, omdat alle monniken hoog gerealiseerd waren en een inherent begrip hadden van wat passend gedrag voor een monnik is. Toen het boeddhisme populairder werd en ook minder getalenteerde mensen monnik werden, ging de standaard binnen de Sangha omlaag en vond de Boeddha het noodzakelijk om regels neer te leggen.